# Melaleuca squamophloia
Melaleuca squamophloia är en myrtenväxtart som först beskrevs av Norman Brice Byrnes, och fick sitt nu gällande namn av Lyndley Alan Craven. Melaleuca squamophloia ingår i släktet Melaleuca och familjen myrtenväxter. Inga underarter finns listade i Catalogue of Life.